# Dytiscus fuscipes
Dytiscus fuscipes là một loài bọ cánh cứng trong họ Bọ nước. Loài này được Linnaeus miêu tả khoa học năm 1758.